# Siêu nhiên

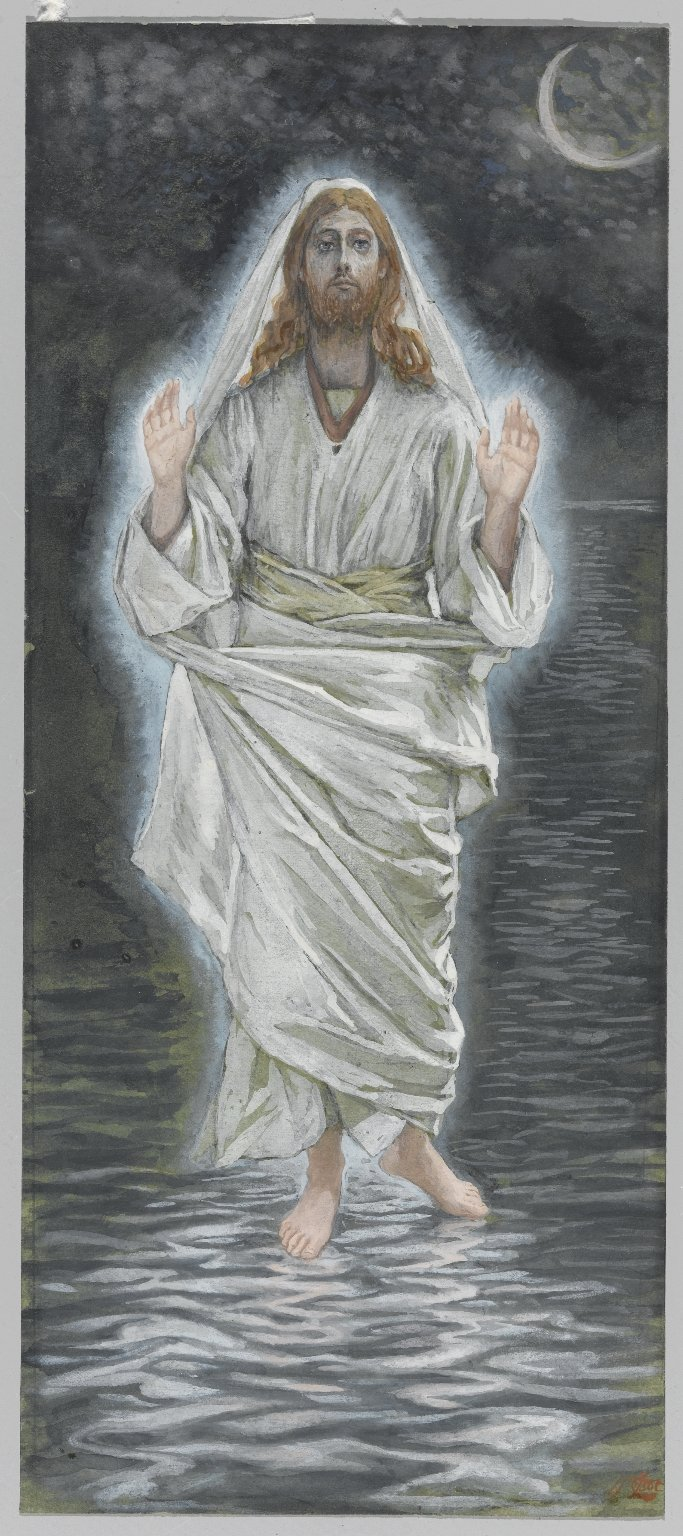
Đi bộ trên mặt nước là một trong nhiều ân tứ siêu nhiên được gán cho chúa Giêsu Kitô.

Siêu nhiên (hay Supernatural, Supranatural) là cụm từ dùng để diễn tả những điều vượt lên trên tự nhiên, không thể giải thích được bằng các quy luật tự nhiên như những bí mật tôn giáo, thần chú, lời nguyền, sự tiên tri, cõi âm... Niềm tin vào sức mạnh siêu nhiên đã tồn tại trong rất nhiều nền văn hoá xuyên suốt lịch sử loài người. Thể loại siêu nhiên bao gồm các truyện trong đó nhân vật thường có những sức mạnh không giải thích được, mang đậm tính chất giả tưởng. Các hiện tượng siêu nhiên được nghe thấy, nhìn thấy, cảm giác được khác với người bình thường.